# هرارد آبراهام
هرارد آبراهام (انگلیسی: Hérard Abraham؛ زادهٔ ۲۸ ژوئیهٔ ۱۹۴۰ – درگذشتهٔ ۲۴ اوت ۲۰۲۲) نیروی نظامی اهل هائیتی بود. وی از ۱۰ مارس ۱۹۹۰ تا ۱۳ مارس ۱۹۹۰ رئیس‌جمهور این کشور بود.
هرارد آبراهام در ۲۴ اوت ۲۰۲۲، در سن ۸۲ سالگی درگذشت.